# Agenturprivileg
Das Agenturprivileg ist eine Haftungsprivilegierung im deutschen Presserecht, die es Journalisten erlaubt, Agenturmeldungen in der Presseberichterstattung zu übernehmen, ohne dass jede einzelne Information auf ihre Richtigkeit überprüft wird. 
Grundsätzlich sind Journalisten verpflichtet, Informationen sorgfältig zu überprüfen und gegebenenfalls nachzurecherchieren. Stammen die übernommenen Informationen jedoch aus einer privilegierten Quelle, wie einer seriösen Nachrichten- und Presseagentur, dürfen die Meldungen ohne weitere Nachprüfung übernommen werden. Nur wenn ein Journalist konkrete Zweifel an der Richtigkeit einer Agenturmeldung hat, ist er verpflichtet, vor der Veröffentlichung weitere Nachforschungen anzustellen.
Das Landgericht Hamburg schränkte das Agenturprivileg jedoch in einer Entscheidung von 2011 dahingehend ein, dass das Agenturprivileg nicht greife, wenn eine Presseagentur lediglich eine Zeitungsmeldung weiterverbreitet und dies auch deutlich macht. Hingegen nahm das Oberlandesgericht Dresden 2022 an, dass das Agenturprivileg auch in einem solchen Fall unter bestimmten Voraussetzungen greife, insbesondere sofern bei der Weiterverbreitung deutlich gemacht werde, dass der Weiterverbreitende über keine eigenen Informationsquellen verfüge.
Das Privileg stellt Journalisten damit von der Haftung für die Verbreitung von unwahren Tatsachenbehauptungen frei, wenn diese in einer übernommenen Agenturmeldung enthalten waren. Diese Privilegierung soll das Funktionieren der Presse, insbesondere in Bezug auf überregionale Meldungen, sicherstellen. Das Agenturprivileg ist damit Ausdruck der Institutsgarantie, die sich aus dem Schutz der Pressefreiheit in Art. 5 Abs. 1 Grundgesetz ergibt.